# The Sunday Telegraph
Sunday Telegraph (укр. Санді Телеграф) — британська щотижнева недільна газета великого формату (broadsheet), яка заснована 5 лютого 1961 року. «Санді Телеграф» є недільним додатком The Daily Telegraph, але має автономний характер і окрему редакцію. Газета входить до холдингу Telegraph Media Group, відділення Press Holdings. Має консервативні погляди. Середній тираж становить 396 699 примірників (на вересень — жовтень 2014 року). [Архівовано 25 грудня 2018 у Wayback Machine.] Щотижнева аудиторія складає 1 313 000 читачів [Архівовано 6 грудня 2014 у Wayback Machine.].
З 1961 по 1997 р. назву газети асоціювали з ім'ям Перегрін Уорсторн (Peregrine Worsthorne) — найвідомішим журналістом газети. Він працював редактором протягом трьох років з 1986 по 1989 р.
Щороку газета публікує список 100 найкращих приватних компаній Великої Британії під назвою Top Track 100.

## Історія
У суботу, 4 лютого 1961 року, вечірній випуск новин BBC був продовжений на 5 хвилин, щоб повідомити про запуск нової недільної газети. Водночас цю подію висвітлював інший канал — ITV. Це була визначна подія, тому що «Санді Телеграф» — перше недільне видання, яке вийшло за 40 років, в той час, коли газетна індустрія була під загрозою. Серед видань, які були нещодавно закриті, було The Sunday Graphic, яке мало мільйонний наклад. 5 лютого 1961 вийшов перший випуск «Санді Телеграф» [Архівовано 5 грудня 2014 у Wayback Machine.].
Першим редактором «Санді Телеграф» був Дональд Маклаклан, який займав цю посаду 5 років. Перший номер «Санді Телеграф» містив 28 сторінок і коштував 5 пенсів, які складали скромну суму, доки ви не перегорнули сторінку газети. Там можна було побачити рекламу дорогих автомобілів і розкішних садиб. Після розділу новин у газеті розміщувався розділ «Сіті», редактором якого був Найджел Лоусон. Перед запуском «Санді Телеграф» сторінки розділу Сіті були нудними й непривабливими для звичайного читача. Лоусон розумів, що пропозиції про купівлю контрольного пакета акцій і скандали у залі засідань — це не просто сухі ділові питання, а речі, що хвилюють людей у їхньому повсякденному житті. Читачі обожнювали його поради. У нього був величезний успіх, тому, коли він через три роки пішов у політику, друзі та колеги вважали його божевільним.
Серед багатьох фінансових журналістів, які обіймали посаду редактора Сіті, був Роберт Пестон, який приніс багато сенсаційних новин у «Санді Телеграф» і став голосом світової фінансової кризи у 2008 році. Перегрін Уорсторн був один із журналістів, які друкувалися з першого випуску. Він був редактором видання з 1986 по 1989 рр. Уорсторн вів політичну колонку, яка вирізнялася красномовством і дотепністю.
Першим додатком «Санді Телеграф» був Telegraph Sunday Magazine, що вийшов 12 вересня 1976. У 1980-ті та 1990-ті газета мала багато додатків. 11 вересня 1988 року Telegraph Sunday Magazine був замінений на новий розділ «7 днів», який представляв найцікавіші фотографії з новин у повному кольорі [Архівовано 8 грудня 2014 у Wayback Machine.].
У 1987 році власником стає Конрад Блек.
11 червня 1989 «Санді Телеграф» міняє структуру і має дві секції. Перша була присвячена новинам, а друга секція під назвою «Sunday Telegraph Review» присвячена мистецтву та книжковим рецензіям. Кольорова секція «7 днів» була перезавантажена як журнал про телебачення, радіо та кіно.

## Контент газети
«Санді Телеграф» пропонує читачам величезний обсяг різноманітного контенту:
- газетні секції «Новини» «Спорт» (Sports), «Подорож» (Travel), «Гроші» (Money), «Робота»(Job), «Бізнес та життя» (Business and Life) — включає «Нерухомість» (Property), «Садівництво» (Gardering), «Купівля» (Purchase);
- журнальні додатки «Телеграф Мегезін» (Telegraph Magazine [Архівовано 2 грудня 2014 у Wayback Machine.]) — лайф-стайл-видання з яскравими ілюстраціями та високоякісним друком, «Стелла Мегезін» (Stella Magazine [Архівовано 4 грудня 2014 у Wayback Machine.]) — жіночий журнал моди, «Севен Мегезін» (Seven Magazine [Архівовано 8 жовтня 2014 у Wayback Machine.]) — журнальний додаток про мистецтво, книжки, ідеї.

## Редактори
Редактори «Санді Телеграф» під час діяльності газети:
1961: Дональд Маклаклан (DonaldMcLachlan)
1966: Браян Робертс (Brian Roberts)
1976: Дж В. М. Томпсон (J. W. M. Thompson)
1986: Перегрин Уорсторн (Peregrine Worsthorne)
1989: Тревор Гроув (Trevor Grove)
1992: Чарльз Мур (Charles Moore)
1995: Домінік Лоусон (Dominic Lawson)
2005: Сара Сендс (Sarah Sands)
2006: Річард Елліс (Richard Ellis)
2006: Пейшенс Уіткрофт (Patience Wheatcroft)
2007: Ієн Макгрегор (Ian MacGregor)

## Цікаві факти
1. У Британії ледь не вибухнув грандіозний скандал, через те, що газета надрукувала першотравневий жарт про заборону показувати пародії. У статті йшлося про те, що на естраді не можна показувати пародії, оскільки це суперечить закону про авторські права. Найкращі британські пародисти зібралися влаштовувати акції протесту, а редакцію завалили обуреними листами.  [Архівовано 8 грудня 2014 у Wayback Machine.]
2. У 2001 році «Санді Телеграф» опублікувала список найбільш курйозних висловлювань знаменитих людей.  На першому місці виявилося питання, задане принцом Чарльзом братові Осами бен Ладена. У самий розпал операції в Афганістані спадкоємець престолу поцікавився у нього: «Як останнім часом йдуть справи у Вашого брата?». Ще одна яскрава цитата належить прем'єр-міністру Тоні Блеру. Після того як його заступник Джон Прескотт кинувся з кулаками на виборця, який кидав у нього курячими яйцями, Блер філософськи зауважив: «Джон є Джон». А ось відповідь голлівудської зірки Ніколь Кідман на питання журналістів, як вона почувається після розлучення з Томом Крузом. Кідман уїдливо промовила, що принаймні тепер зможе носити туфлі на високих підборах. У цей список потрапило і висловлювання Президента США Джорджа Буша-молодшого. Відповідаючи на запитання британського підлітка «На що схожа будівля, в якій працює американська адміністрація» Буш коротко пояснив: «Білий дім — білий» [Архівовано 9 грудня 2014 у Wayback Machine.].

## Скандали навколо газети «Санді Телеграф»
- У  2012 році «Санді Телеграф» опублікувала статтю, в якій стверджувала, що редакція видання отримала від ексголови ЮКОСа Михайла Ходорковського лист, у якому він закликає британського прем'єр-міністра Девіда Камерона заборонити в'їзд на Олімпійські ігри 308 російським високопосадовцям, причетним до порушень прав людини. Стаття викликала негативну реакцію адвокатів Ходорковського, які назвали її провокацією і викривленням слів підзахисного. Журналісти радіо «Свобода» зв'язалися з автором матеріалу Томом Парфіттом, оскільки саме він у своїй статті стверджував, що газета отримала персонального листа від Ходорковського. У спілкуванні з журналістом Парфітт визнав, що жодного листа не було, а був текст інтерв'ю, переданий газеті через адвокатів.

«Той факт, що Ходорковський послався на складений Гаррі Каспаровим перелік з 308 російських високопосадовців, причетних до порушення прав людини, і закликав британську спільноту порівняти імена цих людей зі списком запрошених на Олімпіаду, дав мені привід стверджувати, що він хотів, аби Британія заборонила цим людям візит на Олімпійські ігри», — сказав Парфітт в інтерв'ю журналістам [Архівовано 9 грудня 2014 у Wayback Machine.].
- У 2014 році «Санді Телеграф» поклала відповідальність на президента Росії Володимира Путіна і його оточення за крах малазійського авіалайнера Boeing-777, збитого над Україною 17 липня 2014 р. Газета наголошує, що юристи Великої Британії готують багатомільйонний колективний позов відносно Володимира Путіна і його оточення через американські суди. За інформацією «Санді Телеграф», представники юридичної фірми McCue & Partners побували в Києві, де обговорили питання, що стосуються доказової бази. Також буде запропоновано приєднатися до позову сім'ям загиблих в катастрофі авіалайнера. Справа має «підкреслити роль», яку може грати Росія в розпалюванні конфлікту в східній Україні [Архівовано 27 липня 2014 у Wayback Machine.].